# Las Illas
Las Illas  ou Les Illes est une ancienne commune et un hameau situé à Maureillas-las-Illas, dans le département français des Pyrénées-Orientales.

## Géographie

### Localisation
Las Illas se situe au sud de Maureillas, dans les gorges de la ribera de les Illes. La commune avait une superficie de 14,72 km2.

### Communes limitrophes
|          | Maureillas          | Riunoguès (par un tripoint) |
| La Selve | Las Illas           |                             |
|          | Maçanet de Cabrenys | La Vajol Agullana           |

### Géologie et relief
Le pic des Salines, situé sur l'ancien territoire de Las Illas, est le point culminant de Maureillas-las-Illas à 1333 mètres d'altitude. Il marque la limite de commune avec Céret et la frontière entre l'Espagne et la France avec la commune de Maçanet de Cabrenys.

### Hydrographie
- Ribera de les Illes : cette rivière prend sa source sur l'ancien territoire de Las Illas et traverse le hameau du sud vers le nord. Il conflue dans la rivière de Maureillas.

### Voies de communication et transports
- La D13 en provenance de Saint-Jean-Pla-de-Corts au nord traverse la commune de Maureillas du nord au sud jusqu'au hameau de Las Illas.
- La D13F relie Céret, située à l'ouest, à Las Illas.

## Toponymie
Le nom actuel de Las Illas est une forme issue de l'espagnol devenue incorrecte en catalan moderne, où les pluriels sont tous en -es. Le nom catalan est Les Illes. Le terme vient du latin insula (île) et désignait parfois des terres submergées lors des crues des rivières. Les Illes désignerait ici des terres à l'arrosage, situées près de la rivière.
Une autre interprétation de Las Illas est la dérivation d'ilex, racine latine de la famille des chênes, or les massifs du site sont recouverts de chênes.[réf. nécessaire]
Les anciennes mentions du nom donnent Les Illes dès 1359, Les Ylles en 1395 et Las Illas en 1639.

## Histoire
Las Illas devient commune en 1790.
Las Illas absorbe la commune de La Selve par décision préfectorale du 13 décembre 1822, confirmée le 20 février 1823 par une ordonnance royale. Les raisons de cette union sont multiples : faibles populations et revenus des deux villages ainsi que la non administration des affaires courantes à La Selve.
Malgré des demandes répétées de la part de la mairie depuis 1923, la commune de Las Illas ne finira par être reliée au réseau électrique qu'à partir du 26 juillet 1955.
Las Illas fusionne avec Maureillas et Riunoguès en 1972 pour former la nouvelle commune de Maureillas-las-Illas. La fusion est rendue effective par l'arrêté préfectoral du 20 juin 1972 et un nouveau conseil municipal est installé dès le 18 juillet. Cependant, le dernier maire de Las Illas, Raymond Commenge, saisit le tribunal administratif le 16 octobre et l'arrêté est alors mis en sursis. Le ministère de l'intérieur attaque le tribunal administratif au Conseil d'État au mois de novembre et la décision du tribunal est suspendue le 28 février 1973, ré-activant la fusion. Enfin, l'affaire est de nouveau jugée au tribunal administratif qui finira par valider définitivement la fusion le 12 octobre 1976. 
Lors de la Retirada (passage en France des Républicains espagnols après la victoire de Franco), en février 1939, le village de las Illas a accueilli de nombreux réfugiés qui avaient passé la frontière depuis La Vajol. La route principale du Perthus étant encombrée et bombardée, plusieurs milliers d’entre eux ont choisi les chemins de montagne des cols de Manrella et Lli au-dessus de Las Illas, alors commune indépendante. Le passage le plus notoire, dans la nuit du 5 au 6 février 1939, a été sans aucun doute celui des quatre présidents : le Catalan Lluis Companys, le Basque José Antonio Aguirre, Manuel Azaña, président de la seconde République espagnole et Diego Martinez Barrio, président des corts. Manuel Azaña, après avoir traversé le col de Lli avec ses collègues sous la neige et partagé une omelette à l’Hostal des trabucayres de Las Illas, a rebroussé chemin pour entrer en France officiellement le lendemain.

## Politique et administration

### Canton
La commune de Las Illas est intégrée dans le canton de Céret dès sa création en 1790 et demeure au sein du même canton lorsqu'elle est rattachée à la commune de Maureillas en 1972.

### Liste des maires

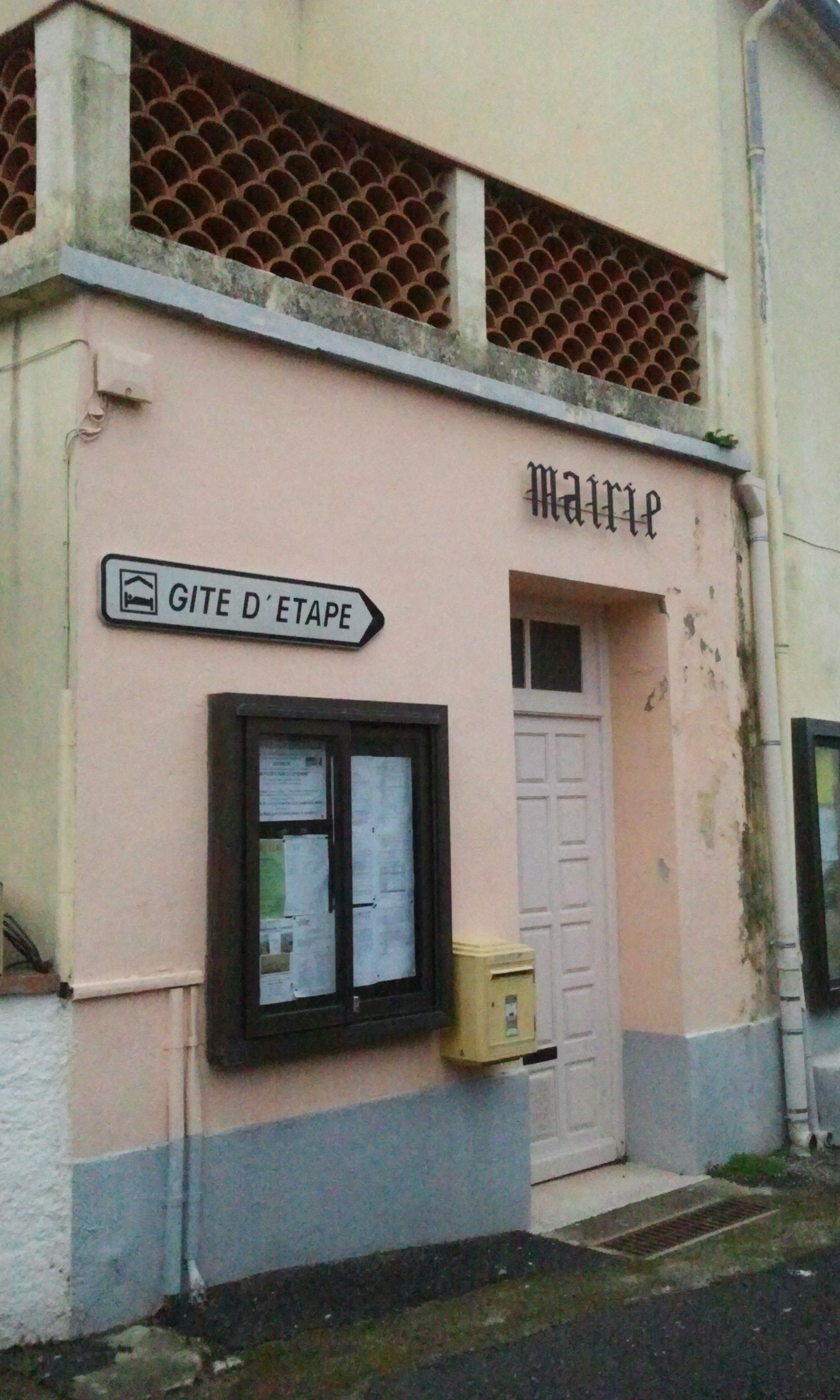
Mairie de Las Illas

| Période         | Période      | Identité              | Étiquette | Qualité |
| --------------- | ------------ | --------------------- | --------- | ------- |
|                 |              |                       |           |         |
| 20 février 1874 | ?            | Pierre Justafré-Soler |           |         |
|                 |              |                       |           |         |
| 29 avril 1945   | octobre 1947 | François Dabouzi      |           |         |
| octobre 1947    | 1952         | Antoine Auriol        |           |         |
| 1952            | avril 1953   | François Dabouzi      |           |         |
|                 |              |                       |           |         |
| 15 mars 1965    | juin 1965    | Marguerite Dabouzi    |           |         |
| 1965?           | ?            | René Guidicelli       |           |         |
| ?               | 1972         | Raymond Commenge      |           |         |

## Démographie

### Démographie ancienne
La population est exprimée en nombre de feux (f) ou d'habitants (H).
| 1365 | 1378 | 1470 | 1515 | 1553 | 1720 | 1730 | 1755 | 1767  |
| ---- | ---- | ---- | ---- | ---- | ---- | ---- | ---- | ----- |
| 14 f | 12 f | 4 f  | 4 f  | 3 f  | 5 f  | 7 f  | 20 f | 110 H |

| 1774 | 1789 | - | - | - | - | - | - | - |
| ---- | ---- | - | - | - | - | - | - | - |
| 84 H | 24 f | - | - | - | - | - | - | - |

Note : 
- 1553 : comprend la population de La Selve.

### Démographie contemporaine
La population est exprimée en nombre d'habitants.
| 1794 | 1795 | 1796 | 1800 | 1804 | 1806 | 1820 | 1826 | 1831 |
| ---- | ---- | ---- | ---- | ---- | ---- | ---- | ---- | ---- |
| 91   | 101  | 104  | 131  | 122  | 129  | 205  | 236  | 269  |

| 1836 | 1841 | 1846 | 1851 | 1856 | 1861 | 1866 | 1872 | 1876 |
| ---- | ---- | ---- | ---- | ---- | ---- | ---- | ---- | ---- |
| 249  | 233  | 281  | 289  | 305  | 280  | 264  | 314  | 237  |

| 1881 | 1886 | 1891 | 1896 | 1901 | 1906 | 1911 | 1921 | 1926 |
| ---- | ---- | ---- | ---- | ---- | ---- | ---- | ---- | ---- |
| 237  | 228  | 198  | 181  | 191  | 209  | 192  | 119  | 119  |

| 1931 | 1936 | 1946 | 1954 | 1962 | 1968 | - | - | - |
| ---- | ---- | ---- | ---- | ---- | ---- | - | - | - |
| 85   | 84   | 119  | 67   | 57   | 60   | - | - | - |

Notes : 
- 1841 : il faut ajouter 17 personnes en garnison ;
- à partir de 1975, voir Maureillas.

## Culture locale et patrimoine

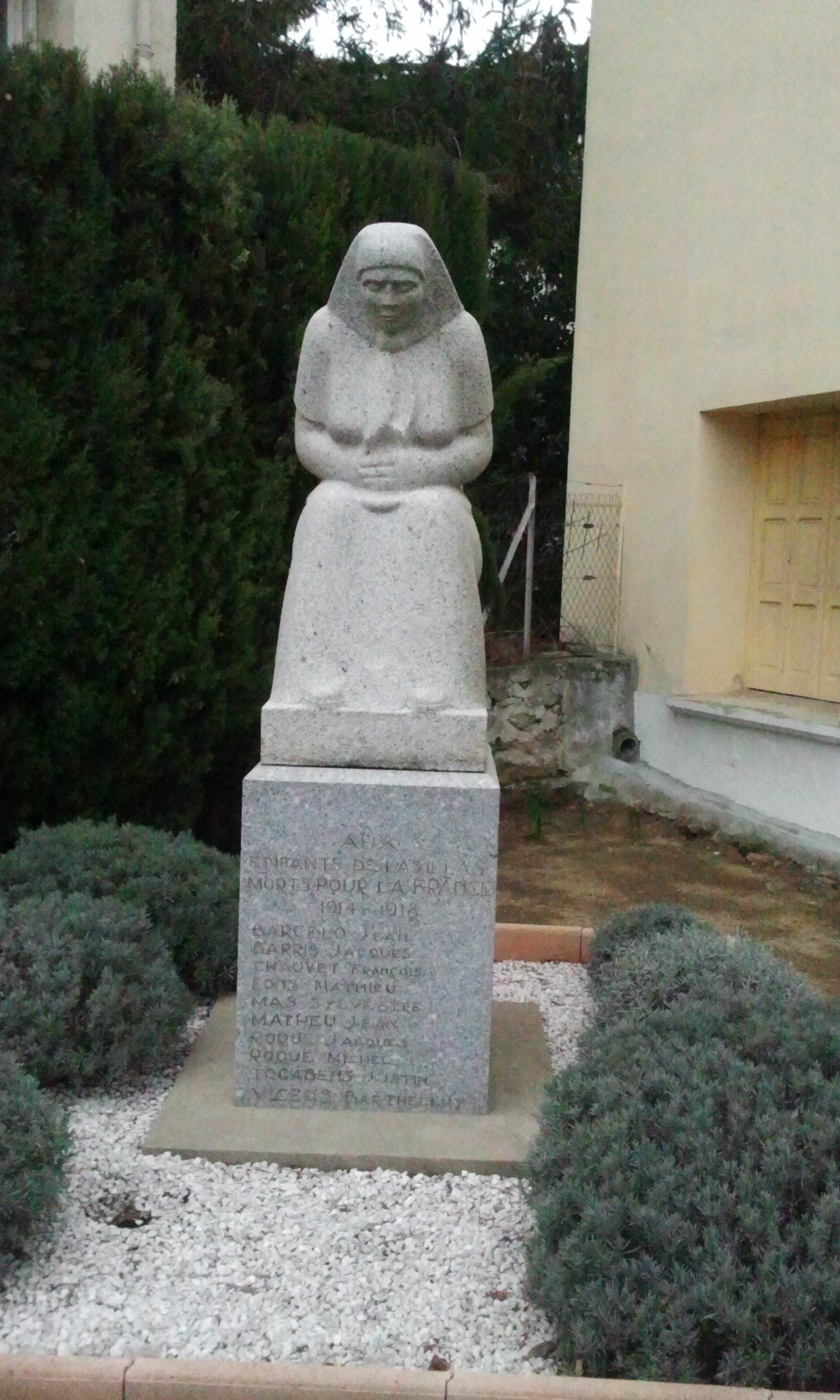
Monument aux morts de Las Illas

- Église Notre-Dame du Remède : église romane située à l'écart du village.
- Monument aux morts de la Première Guerre mondiale : Faute d'avoir pu constituer un dossier administratif, la commune de Las Illas demeurait sans monument aux morts. Une œuvre fut commandée plusieurs décennies plus tard au sculpteur Francis Aggery, habitant de la commune voisine de Maureillas. Elle fut installée en 1967 mais ne fut jamais inaugurée pour, encore, éviter des ennuis administratifs. La statue est intitulée La catalane en pleurs. Dix noms sont gravés sur son socle[9].
- Le "sentier de la liberté" qui relie Las Illas à la commune catalane de La Vajol commémore le passage de milliers de réfugiés républicains espagnols en février 1939.